# Limerick (poema)

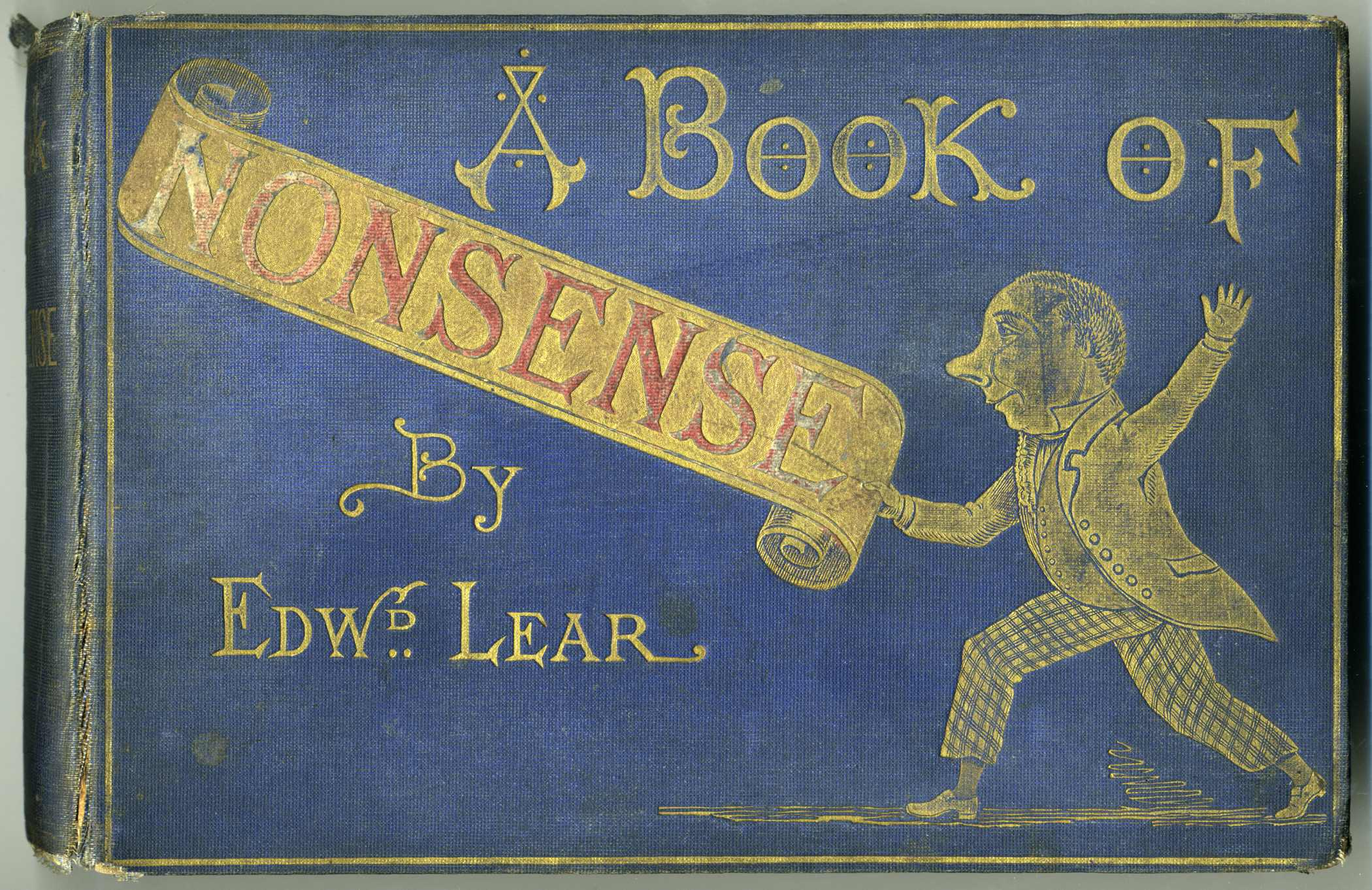
A Book of Nonsense, por Edward Lear

Limerick ou limerique é um poema monostrófico de cinco versos, com ritmo anapéstico ou anfíbraco.

## Origem
O nome do poema é geralmente considerado como uma referência à cidade irlandesa de Limerick, que é onde acredita-se tenha tido origem, mas seu uso foi documentado pela primeira vez na Inglaterra em 1846, quando Edward Lear publicou A Book of Nonsense.
Versa, na maioria das vezes, temas de tendência humorística, por vezes obscenas.
Gerson Legman, que compilou uma grande e erudita antologia, considerava que o verdadeiro limerick, como uma forma popular, é geralmente obsceno. Tais opiniões também são defendidas por Arnold Bennett e George Bernard Shaw. 

## Forma
Os versos 1, 2 e 5 são maiores, geralmente com três pés de três sílabas (anapestos ou anfíbracos), rimando entre si, e os versos 3 e 4 menores com dois pés de 3 sílabas, também rimando entre si.  
O esquema rímico é AABBA.
O poeta brasileiro Joaquim Sousa Andrade (Sousândrade) se deixou influenciar por essa forma poética em seu livro "O Guesa".